# Prey (Computerspiel, 2006)
Prey ist ein Computerspiel aus dem Jahr 2006, das von den US-amerikanischen Entwicklerstudio Human Head Studios im Auftrag von 3D Realms entwickelt wurde. Der Ego-Shooter handelt von einem jungen Cherokee namens Tommy, der eine außerirdische Bedrohung abwenden muss, indem er sich auf seine indianischen Wurzeln besinnt.

## Handlung und Spielverlauf
Der Handlungsort ist ein außerirdisches Raumschiff (welches einer Dyson-Sphäre nachempfunden ist) in der Umlaufbahn der Erde, in das der Spieler in der Rolle des jungen Indianers Tommy entführt wird. Neben ihm werden viele weitere Menschen Opfer der Entführung durch Außerirdische, unter anderem sein Großvater Enisi und seine Freundin Jen. Tommy, der während seines Lebens im Reservat zunehmend die Verbindung zu den Gebräuchen seiner Vorfahren und zu seinen übernatürlichen Anlagen verloren hat, muss diese nun neu erlernen, um Jen und die anderen entführten Menschen zu befreien.
Wie das Raumschiff selbst, sind alle Waffen, die Tommy auf seinem Weg durch das Raumschiff findet, in einem fremdartigen halb-organischen Design gehalten. Zu den Besonderheiten der außerirdischen Technik des Raumschiffs gehören Schwerkraft-Manipulatoren, die es dem Spieler wie auch den Gegnern ermöglichen, beispielsweise an den damit ausgestatteten Wegen an den Wänden und an der Decke der Räume entlangzulaufen, was den räumlichen Orientierungssinn des Spielers herausfordert. Diese Gravitationsfelder werden unter anderem auch für kleinere Rätselaufgaben eingesetzt. Eine weitere Besonderheit sind künstliche Portale, die sich plötzlich im Raum öffnen und den Spieler von dort übergangslos an einen anderen Ort bringen können.
Durch sein indianisches Erbe stehen Tommy außerdem auch einige spirituelle Fähigkeiten zur Verfügung, die er im Laufe des Spiels ausbildet, so zum Beispiel die Fähigkeit der Geistreise, die es ihm erlaubt, seinen Körper zu verlassen und im immateriellen Zustand die Umgebung zu erkunden. Dieses Feature wird auch benutzt, um den Tod für den Spieler weniger frustrierend zu machen: Nach dem Ableben findet sich Tommys Seele im Jenseits wieder, und kurze Zeit später kann sie in die reale Welt zurückfinden.
Im Verlauf der Handlung erfährt der Spieler, dass die Menschheit vor vielen Jahren von Aliens „angepflanzt“ worden ist. Die so kultivierte Menschheit ist nun auf dem Höchststand ihrer Entwicklung und damit „reif“, um „geerntet“ zu werden.
Dadurch steht der Mensch plötzlich nicht mehr an der Spitze der Nahrungskette und sein einziger Zweck ist, in großer Masse als Nahrung für eine andere Spezies zur Verfügung zu stehen.
Doch Tommy schafft es während seines Abenteuers bis zum Kern des Raumschiffes vorzudringen und von dort aus gegen eine Wesenheit namens Sphere anzutreten, welche eine Art kollektives Bewusstsein des Alien-Schiffs darstellt. Nachdem er es besiegen konnte, übernimmt Tommy den Platz von Sphere und steuert das Alienraumschiff auf direktem Weg in die Sonne und kann damit die Bedrohung durch das Raumschiff abwenden.
Nachdem dies vollbracht wurde, erwacht Tommy wieder in der Bar, in der das Abenteuer begonnen hatte. Eine Indianerin steht vor ihm und bittet ihn mit ihr durch ein Portal zu treten, da seine Dienste auf einem anderen Planeten benötigt werden, von dem er ebenfalls großes Unheil abwenden soll. Tommy folgt der Aufforderung und tritt mit der fremden Frau durch das blau schimmernde Portal.

## Entwicklung

### Erstes Projekt (ab 1995)
Das Spiel wurde erstmals im Jahr 1995 angekündigt, aber nach mehreren Jahren wurde die Entwicklung im Jahr 1999 pausiert. Technische Probleme wurden als Ursache angegeben. Der Hauptprogrammierer William Scarboro kommentierte dazu später, dass die geplante „Portal-Technologie“ zur damaligen Zeit wohl ein zu ehrgeiziges Projekt gewesen sei.
Prey wurde in einer privaten Vorführung in den Jahren 1997 und 1998 auf der E3 vorgestellt, wo vor allem die neuartige „Portal-Technologie“ Interesse weckte. Als fantastisches Element sollten die Portale den übergangslosen Wechsel zwischen verschiedenen Raumebenen in Echtzeit ermöglichen.
Über die Story wurde kaum etwas bekannt, außer dass es vier außerirdische Spezies geben sollte (drei von diesen sollten die „Trocara“, die vierte „Keeper“ genannt werden) und einen indianischen Helden des Spiels, der „Talon Brave“ genannt werden soll.
Die deutsche Industrial-Band KMFDM wurde 1997 beauftragt, den Soundtrack für das Spiel zu komponieren.

### Neuentwicklung (ab 2001)
Die Entwicklung des Computerspiels wurde von 3D Realms 2001 wieder aufgenommen. Als neue technische Grundlage wurde die Doom-3-Engine id Tech 4 von id Software lizenziert und als Entwicklerteam Human Head Studios beauftragt.
Am 26. April 2005 wurde Prey offiziell von 2K Games mit einer Pressemitteilung angekündigt:
„New York, NY – April 26, 2005 – 2K Games, a publishing label of Take-Two Interactive Software, Inc. (NASDAQ: TTWO), and 3D Realms today announced Prey, a revolutionary first person shooter for PC and a next-generation console system in development at Human Head Studios, under the direct supervision of 3D Realms.“
Das Spiel wurde am 14. Juli 2006 offiziell in Deutschland als DVD-ROM-Version und für die Xbox 360 veröffentlicht.
Prey sollte zusätzlich zum klassischen Datenträger-Vertrieb auch über Triton zum direkten Download zur Verfügung gestellt werden. Triton wurde 2006 jedoch eingestellt und das Spiel alternativ über Steam vertrieben, bis es dort Ende 2009 aus dem Angebot genommen wurde. Seit der Übernahme der Rechte durch Bethesda Softworks ist Prey out of print und wird nicht mehr zum Kauf oder Download angeboten, es gilt seitdem als Abandonware.

## Rezeption
Prey erhielt von der Fachpresse überwiegend sehr positive Bewertungen. Die GameStar vergab eine Wertung von 87 % und urteilte „Technisch beeindruckender Knobel-Shooter“. Auch die PC Games belohnte das Spiel mit 87 %. Die Website 4Players bewertete den Titel mit 88 %. Die Computer Bild Spiele vergab die Endnote Gut. Die Fachzeitschriften lobten besonders das ungewöhnliche Setting, die mystisch angehauchte Hintergrundgeschichte, die opulente Musik und die fortschrittliche Grafik der Engine id Tech 4. Bemängelt wurden die einfachen Rätsel, die kurze Spielzeit, die mäßige KI und der dürftige Mehrspieler-Modus.

## Nachfolger

### Prey 2
Die Rechte an der Marke Prey liegen seit 2009 bei Bethesda Softworks. Human Head Studios entwickelte den Nachfolger Prey 2, der erstmals auf der E3 2011 vorgestellt wurde. Der Ego-Shooter mit offener Welt sollte nicht die Geschichte um den Cherokee Tommy fortführen, sondern von einem Kopfgeldjäger in einer Weltraumstadt handeln. Tommy sollte jedoch als Nebencharakter in Erscheinung treten. Nach einem Streit zwischen dem Entwicklerstudio und Bethesda Softworks wurde es still um das Projekt. Im Oktober 2014 wurde von Bethesda verkündet, dass die Entwicklung von Prey 2 offiziell eingestellt wurde.

### Prey
Ein Nachfolger bzw. Reboot mit dem gleichen Namen Prey wurde am 12. Juni 2016 im Rahmen der E3 Pressekonferenz von Bethesda Softworks für 2017 durch einen Live-Action-Trailer angekündigt. Prey wurde von der Niederlassung der Arkane Studios in Austin entwickelt und ist am 5. Mai 2017 für Xbox One, PlayStation 4 und Windows erschienen. Der Ego-Shooter mit Rollenspiel-Elementen hat keine inhaltlichen Bezüge zum Original oder dem eingestellten zweiten Teil, sondern ist laut den Entwicklern eine vollständige Neuausrichtung der Marke, die sich an Vorbildern wie System Shock oder BioShock orientiert. Raphaël Colantonio, Gründer von Arkane und Chefentwickler des Spiels, bezeichnete den Projekttitel Prey rückblickend als Fehler und führt auch die schlechten Verkaufszahlen des Reboots auf ihn zurück. Ebenso kritisierte er den von Bethesda durchgesetzten Namen als Respektlosigkeit gegenüber den Machern und Fans des Originals.